# سرفیس بوک
سرفیس‌بوک (به انگلیسی: Surface Book) اولین سری لپ‌تاپ‌های ساخته شده توسط شرکت مایکروسافت است. این لپ‌تاپ به واسطهٔ طراحی متفاوت صفحهٔ کلیدش که قابل جدا شدن است و در هنگام بازکردن آن پایهٔ دینامیکی لولا دار (به انگلیسی:dynamic fulcrum hinge) آن بسط پیدا می‌کند از دیگر سرفیس‌های مایکروسافت قابل تمایز است. سرفیس‌بوک دارای یک باتری جانبی تعدادی پورت و یک واحد پردازش گرافیکی است که به طور اختیاری می‌توان به آن اضافه کرد و تنها زمانی که بخش تبلت به صفحه کلید متصل است قابل استفاده است.

## تاریخچه
سرفیس بوک در کنار سرفیس پرو ۴ و در رویداد دستگاه‌های ویندوز ۱۰ در ۶ اکتبر ۲۰۱۵ توسط مایکروسافت معرفی شد. هر دوی این دستگاه‌ها یک روز پس از این رویداد جهت پیش سفارش در دسترس بودند و در ۲۶ اکتبر ۲۰۱۵ برای مشتریان فرستاده شدند. در هنگام رونمایی از این دستگاه در ابتدا پانوس پانای این دستگاه را به عنوان یک لپ‌تاپ معرفی کرد و پیش از معرفی آن به عنوان دستگاه هیبریدی از آن با عنوان یک رقیب برای مک‌بوک پرو نام برد.

## ویژگی‌ها

### سخت‌افزار
طراحی سرفیس بوک با هدف ایجاد یک دستگاه که ویژگی‌های هر دو دستگاه تبلت و لپ‌تاپ را داشته باشد بدین صورت که به مانند یک لپ‌تاپ قابل جمع شدن باشد و نیاز به صفحه کلیدی سنگینتر از وزن یک تبلت را که جهت ایستایی و ایجاد تعادل برای آن باشد را نداشته باشد. در جهت رسیدن به این هدف تیم توسعه دهندهٔ سرفیس بوک  به طراحی و گسترش نوع خاصی از لولا دست زدند که بدون افزودن وزن تبلت تعادل آن را حفظ می‌کرد و اتصال بین دو قطعه را ممکن می‌ساخت.

### نرم‌افزار
تمامی مدل‌های سرفیس بوک همراه با ویندوز ۱۰ ورژن ۶۴ بیت و نرم‌افزار مشروط مایکروسافت آفیس در اختیار مشتریان قرار می‌گیرد.